# Sōke

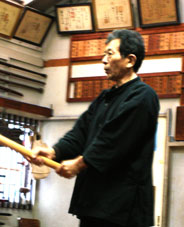
Kashima-shinryū

Cet article possède un paronyme, voir Söke.
Sōke (宗家), prononcé [soːke], est un terme japonais signifiant « chef de famille (maison) ».

## Usage
Dans le domaine des arts martiaux traditionnels japonais, il est utilisé comme synonyme du terme iemoto. Il est donc parfois utilisé pour désigner le « grand maître suprême » (ou parfois le « chef de famille » ou le « grand maître »). La traduction du terme en français par « grand maître » n'est pas une traduction littérale mais est utilisée par des sources japonaises. Il peut signifier « celui qui est le chef d'une école » ou « maître d'un style », mais il est plus communément utilisé comme titre, indiquant le seul dirigeant de l'école ou du style d'art martial. Le terme n'est cependant pas limité aux arts martiaux.
Le terme de sōke est parfois mal compris comme signifiant « fondateur d'un style », car de nombreux sōke modernes constituent la première génération de grands-maîtres de leur art (shodai sōke), et sont donc à la fois sōke et fondateurs. Cependant, les successeurs du shodai sōke sont également des sōke eux-mêmes. Les sōke sont généralement considérés comme l'autorité ultime dans leur art et ont le dernier mot sur les promotions, cursus, doctrine et actions disciplinaires. Un sōke a l'autorité pour délivrer un certificat menkyo kaiden indiquant que quelqu'un a maîtrisé tous les aspects de son style.
Dans certaines écoles telles que Kashima-shinryū, il existe une position liée appelée shihanke (師範家 hiragana : しはんけ) signifie « lignée d'instructeurs » remplissant un rôle similaire. Un shihanke est essentiellement une lignée secondaire d'enseignement existant en autonomie par rapport au sōke.
Dans les styles dans lesquels cohabitent un shihanke et un sōke, il est possible que le sōke soit essentiellement un titre héréditaire dans le système iemoto alors que le shihanke est responsable des enseignements et opérations de l'école.
L'usage répandu du terme sōke est controversé dans la communauté des arts martiaux. Il est utilisé très rarement de manière traditionnelle au Japon, typiquement seulement pour les vieux arts martiaux, bien qu'il soit devenu assez commun pour les grands maîtres des écoles créées dans les dernières décennies, afin de reconstruire ou d'émuler les vieux styles d'arts martiaux. Certains sōke occidentaux ont utilisé le titre de sōke-dai (宗家代) comme titre pour leur assistant comme dirigeant de l'école. Le kanji dai utilisé dans ce contexte signifie « au lieu de ». Donc, shihan-dai, sōke-dai, ou sōke-dairi signifient « quelqu'un enseignant au nom de » l'instructeur principal, pour des raisons telles que l'incapacité du sōke en raison de blessures ou de maladie.